# Yoshio Inaba
Yoshio Inaba, född 15 juli 1920 i Japan, död 20 april 1998 i Tokyo, var en japansk skådespelare.

## Filmografi (urval)
- 1954 - De sju samurajerna
- 1955 - Samurai II: Duel at Ichijoji Temple
- 1956 - Arashi